# Любберс, Рууд
Рюдолфюс (Рууд) Франсискюс Мари Любберс (нидерл. Rudolphus (Ruud) Franciscus Marie Lubbers, МФА: [ˈryt ˈlʏbərs]; 7 мая 1939, Роттердам — 14 февраля 2018, там же) — нидерландский политический, государственный и общественный деятель.

## Биография
Окончил иезуитский колледж и высшую экономическую школу в Роттердаме. Доктор экономических наук. В годы учёбы активно участвовал в студенческом движении, был председателем Союза католических студентов. В 1962—1963 годах — в армии, в ВВС. В 1963—1973 годах был директором семейной компании «Голландия — братья Любберс». Был членом правления и председателем ряда союзов католических предпринимателей страны.
Видный деятель Католической народной партии (до 1980), затем крупнейшей в стране партии Христианско-демократический призыв, созданной в результате объединения Католической народной партии с двумя другими партиями.
Министр экономики в 1973—1977 годах. Член Палаты представителей (парламента) в 1977—1982 годах, а с 1978 года — лидер фракции Христианско-демократический призыв.
Премьер-министр Нидерландов и министр по общим делам в 1982—1994 годах. Его правительство проводило либеральную экономическую политику, во многом ориентируясь на идеологию английских консерваторов и их лидера Маргарет Тэтчер. Известен слоган предвыборной кампании Любберса — «больше рынка, меньше правительства». Получил почётный титул «государственный министр» (1995).
После ухода с поста премьер-министра выдвигался на пост генерального секретаря НАТО, однако кандидатура была отклонена США. С 1995 по 2001 год — на преподавательской работе в ряде высших учебных заведений, в том числе, в Гарварде. Верховный комиссар ООН по делам беженцев в 2001—2005 годах. Покинул пост из-за скандала, вызванного обвинениями в якобы имевшем место сексуальном домогательстве. Любберс отрицал обвинения, однако заявил, что уходит, чтобы не мешать работе комиссариата.
В 2006 году служил «информатором» королевы Беатрикс при процедуре формирования третьего кабинета Я. Балкененде.
Был женат, имел троих детей.